# گونه معمول
گونه معمول (به انگلیسی: Common species) (و گونه نامعمول)، نام‌هایی هستند که در بوم‌شناسی برای توصیف وضعیت جمعیت یک گونه استفاده می‌شوند. معمول بودن (Commonness) ارتباط نزدیکی با موضوع فراوانی یک گونه دارد. فراوانی (Abundance) به درجه فراوان بودن (frequency) یک گونه در نمونه‌های کنترل‌شده گفته می‌شود. در برابر آن، گونه‌ها بر اساس حضور کلی‌شان در محیط به عنوان معمول یا نامعمول تعریف می‌شوند. یک گونه ممکن است به صورت محلی فراوان باشد بدون اینکه معمول باشد.
با این حال، «معمول» و «نامعمول» نیز گاهی برای توصیف سطوح فراوانی استفاده شود، با یک گونه معمول کمتر فراوان از یک گونه فراوان، در حالی که یک گونه نامعمول از یک گونه کمیاب یا نایاب فراوان‌تر است.